# Харипур (город, Бангладеш)
Харипур (бенг. হরিপুর, англ. Haripur) — город на севере Бангладеш, административный центр одноимённого подокруга. Площадь города равна 4,11 км². По данным переписи 2001 года, в городе проживало 4879 человек, из которых мужчины составляли 52,06 %, женщины — соответственно 47,94 %. Плотность населения равнялась 1187 чел. на 1 км². Уровень грамотности населения составлял 29,4 % (при среднем по Бангладеш показателе 43,1 %).